# Ратнагири (округ)
Ратнагири (маратхи रत्नागिरी जिल्हा; англ. Ratnagiri) — округ в индийском штате Махараштра. Образован 1 мая 1960 года. Административный центр — город Ратнагири. Площадь округа — 8208 км². По данным всеиндийской переписи 2001 года население округа составляло 1 696 777 человек. Уровень грамотности взрослого населения составлял 75 %, что выше среднеиндийского уровня (59,5 %). Доля городского населения составляла 11,3 %.